# Кубок Латвії з футболу 2001
Кубок Латвії з футболу 2001 — 60-й розіграш кубкового футбольного турніру в Латвії. Титул вдруге поспіль здобув Сконто.

## Календар
| Раунд        | Дата              | Матчі | Клуби   |
| ------------ | ----------------- | ----- | ------- |
| Перший раунд | 6 квітня 2001     | 6     | 22 → 16 |
| 1/8 фіналу   | 10 квітня 2001    | 8     | 16 → 8  |
| 1/4 фіналу   | 16-22 квітня 2001 | 4     | 8 → 4   |
| 1/2 фіналу   | 2/10 травня 2001  | 4     | 4 → 2   |
| Фінал        | 23 травня 2001    | 1     | 2 → 1   |

## Перший раунд
| Команда 1               | Рахунок | Команда 2              |
| ----------------------- | ------- | ---------------------- |
| 7 квітня 2001           |         |                        |
| Бауска (3)              | 0:3     | ЮФЦ Сконто (2)         |
| Ауда (Рига) (3)         | 5:0     | Кварц Мадона (3)       |
| Акора (Седа) (2)        | 5:0     | РФШ Націонале Рига (3) |
| Резекне (2)             | 5:0     | Алуксне (3)            |
| Робежсардзе (Лудза) (3) | 3:1     | Фортуна (Огре) (3)     |
| РАФ (2)                 | 7:1     | Сакарнієкс (4)         |

## 1/8 фіналу
| Команда 1               | Рахунок      | Команда 2                       |
| ----------------------- | ------------ | ------------------------------- |
| 10 квітня 2001          |              |                                 |
| Балву Вілкі (3)         | 0:11         | Сконто                          |
| ЮФЦ Сконто (2)          | 0:3          | Рига                            |
| Ауда (Рига) (3)         | 0:2          | Металургс (Лієпая) (2)          |
| Робежсардзе (Лудза) (3) | 0:8          | Дінабург                        |
| Резекне (2)             | 2:3          | Зібенс/Земессардзе (Даугавпілс) |
| Акора (Седа) (2)        | 0:3          | ПФК Даугава (Рига)              |
| Вентспілс               | 4:0          | Варавішкне (Лієпая) (3)         |
| РАФ (2)                 | 1:1 пен. 3:5 | Валмієра                        |

## 1/4 фіналу
| Команда 1          | Рахунок      | Команда 2                       |
| ------------------ | ------------ | ------------------------------- |
| 16 квітня 2001     |              |                                 |
| Металургс (Лієпая) | 5:0          | Зібенс/Земессардзе (Даугавпілс) |
| Дінабург           | 1:0          | Валмієра                        |
| 22 квітня 2001     |              |                                 |
| ПФК Даугава (Рига) | 0:0 пен. 3:5 | Вентспілс                       |
| Сконто             | 2:0          | Рига                            |

## 1/2 фіналу
| Команда 1          | Заг. | Команда 2 | 1-й матч | 2-й матч |
| ------------------ | ---- | --------- | -------- | -------- |
| 2/10 травня 2001   |      |           |          |          |
| Металургс (Лієпая) | 2:5  | Сконто    | 1:1      | 1:4      |
| Вентспілс          | 2:3  | Дінабург  | 0:2      | 2:1      |

## Фінал
| 23 травня 2001 |

| Сконто                        | 2:0      | Дінабург |
| ----------------------------- | -------- | -------- |
| Михолап 69' Закрешевськіс 82' | Протокол |          |

| Сконто, Рига Глядачів: 2 000 Арбітр: Роман Лаюкс |